# Oxypolis rigidior
Oxypolis rigidior är en växtart i släktet Oxypolis och familjen flockblommiga växter. Den beskrevs först av Carl von Linné, och fick sitt nu gällande namn av Constantine Samuel Rafinesque. Inga underarter finns listade i Catalogue of Life.

## Utbredning
Arten förekommer i Nordamerika, från sydöstra Kanada till mellersta och östra USA.